# Clovesuurdameredeor
Clovesuurdameredeor es un género extinto de crocodiliforme teleosáurido que vivió desde el Jurásico Medio (Bathoniense) en Inglaterra. 

## Taxonomía
La especie tipo de Clovesuurdameredeor, C. stephani, fue nombrado por Hulke (1877) como una nueva especie de Steneosaurus, S. stephani, sobre la base de un cráneo parcial de la Formación Cornbrash de Dorsetshire, Inglaterra. Vignaud (1995) consideraba a S. stephani como un sinónimo más moderno de Yvridiosuchus boutilieri, pero Johnson et al. (2019) notaron diferencias con respecto a este último y retuvieron a stephani como un taxón distinto. En su tesis, Johnson (2019) descubrió que S. stephani era un machimosaurio basal, erigiendo el nomen ex dissertationae Clovesuurdameredeor para ello.